# STIR sportive de Zarzouna
 (août 2024).
Si vous disposez d'ouvrages ou d'articles de référence ou si vous connaissez des sites web de qualité traitant du thème abordé ici, merci de compléter l'article en donnant les références utiles à sa vérifiabilité et en les liant à la section « Notes et références ».
Maillots
La STIR sportive de Zarzouna (arabe : ستير الرياضية بجرزونة), plus couramment abrégé en STIR Zarzouna, est un club tunisien de football fondé en 1965 et basé à Zarzouna.
Il évolue durant la saison 2014-2015 en Ligue III Nord dont il remporte le championnat et accède en Ligue II.

## Histoire
Créé à l'origine comme équipe corporatiste au sein de la Société tunisienne des industries de raffinage (STIR), en 1965, le club intègre le championnat régional en 1967. Dès sa première saison, il remporte le championnat de division IV Nord sous la direction de Habib Mehouachi, avec une formation composée de Ghazi Limam (futur gardien international du Club athlétique bizertin, Driss Chouchane, Mohamed Demni, Ali Khamlia, Habib Hamouda, Abdeljelil Hamrouni, Mohamed Messaoudi, Taoufik Boukhris, Mohamed Ouni, Mustapha Biri, Othman Haj Mustapha et Ridha Bakhtache.
Dans les années 1990, le club se dissocie de la société mère et un nouveau nom est proposé : le Stade sportif de Zarzouna. En fin de compte, le nom historique du club est conservé et la société s'engage à continuer à aider le club.
Il accède sept fois en Ligue II mais, à quatre reprises, il n'y reste qu'une seule saison.

## Écusson

Logo ancien.
Logo actuel.

## Palmarès et bilan

### Palmarès
| Compétitions nationales |
| --- |
| - Championnat de Tunisie de troisième division (Nord, 2) : - Champion : 1984, 2015 - Championnat de Tunisie de quatrième division (Nord, 5) : - Champion : 1970, 1977, 1984, 2003, 2011 |

### Résultats en Ligue II
| Saison    | Division                 | Classement      | Buteurs                                                       |
| --------- | ------------------------ | --------------- | ------------------------------------------------------------- |
| 1982-1983 | Division 2 Nord          | 15e, rétrogradé | Mouldi Gharbia (2)                                            |
| 1984-1985 | Division 2 Nord          | 14e, rétrogradé | Noureddine Khamlia (3)                                        |
| 1990-1991 | Division d'honneur       | 14e, rétrogradé | Béchir Dridi (4)                                              |
| 1995-1996 | Division d'honneur Nord  | 8e              | Mohamed Ben Khelifa (7), Riadh Jebali (6), Karim Abdouli (3)  |
| 1996-1997 | Division d'honneur Nord  | 8e              | Riadh Jebali (7), Mustapha Dhaouadi (4), Habib Ben Chebla (3) |
| 1997-1998 | Division d'honneur Nord  | 12e             | Aucun joueur n'a marqué plus d'un but                         |
| 1998-1999 | Division d'honneur Nord  | 16e, rétrogradé | Karim Abdouli (4), Faouzi Ben Nasr (3)                        |
| 2004-2005 | Division nationale « B » | 8e              | Abo Coné (7), Mustapha Dhaouadi (7), Riadh Jebali (4)         |
| 2005-2006 | Division nationale « B » | 10e             | Hosni Dardouri (7), Hassène Hedhli (5), Haythem Mezzi (4)     |
| 2006-2007 | Division nationale « B » | 13e, rétrogradé | Naby Soumah (11), Haythem Mezzi (5), Mustapha Sarr (4)        |
| 2008-2009 | Division nationale « B » | 14e, rétrogradé | Moez Besseghaier (4), Nabil Ben Saïd (3)                      |

## Personnalités

### Présidents
Pendant le rattachement du club à la STIR, la présidence du club est assumée par les PDG successifs (Hassen Hedda, Bouraoui Naïja, etc.).
- 1993-1994 : Hédi Raïes
- 1994-1998 : Néji Mejri
- 1998-2002 : Abdelhamid Dallala
- 2002-2004 : Fethi Abdellatif
- 2004-2006 : Ali Ghouma
- 2006-2008 : Fethi Abdellatif
- 2008-2009 : Naoufel Baghouli, Ali Ghouma puis Ali Mejri
- 2009-2013 : Ali Mejri
- 2013-? : Houssem Nefzi
- 2018-202.. : Abdessatar Sboui

### Entraîneurs du club
- 1964-1970 : Habib Mehouachi
- 1970-1976 : Driss Haddad
- 1976-1978 : Mohamed Sakkouhi
- 1980-1981 : Lamine Harbaoui
- 1981-1982 : Ali Khamlia (première accession en Ligue II)
- 1982-1983 : Abdelawahab Bejaoui puis Mohamed Sakkouhi
- 1983-1984 : Driss Haddad (deuxième accession en Ligue II)
- 1984-1985 : Mohamed Salah Kchouk, Driss Haddad puis Ali Khamlia
- 1985-1986 : Ahmed Oun
- 1986-1988 : Ali Khamlia
- 1988-1989 : Lamine Harbaoui puis Ahmed Oun
- 1989-1990 : Nejmeddine Oumaya (troisième accession en Ligue II)
- 1990-1991 : Ali Kaabi puis Ali Khamlia
- 1991-1992 : Nejmeddine Oumaya puis Mohamed Salah Kchouk
- 1992-1993 : Mohamed Salah Kchouk
- 1993-1994 : Mohamed Salah Kchouk puis Nejmeddine Oumaya
- 1994-1995 : Nejmeddine Oumaya (quatrième accession en Ligue II)
- 1995-1996 : Mahmoud Ouertani, Ali Kaabi puis Mohamed Salah Kchouk
- 1996-1997 : Ali Khamlia puis Nejmeddine Oumaya
- 1997-1998 : Mohamed Salah Kchouk, Wahid Abderrazak puis Abdelkrim Bouchoucha
- 1998-1999 : Naceur Neffakhi, Ezzeddine Ben Saïd puis Lotfi Bouzid
- 1999-2000 : Hmaid Romdhana
- 2000-2001 : Lamine Harbaoui, Hédi Ben Saad puis Mabrouk Fehmi
- 2001-2002 : Ali Khamlia puis Ramzi Daoud
- 2002-2004 : Mabrouk Fehmi (cinquième accession en Ligue II)
- 2004-2005 : Hmaid Romdhan, Ezzedine Khemila puis Hédi Kouni
- 2005-2006 : Hassen Oueslati, Baccar Ben Miled puis Hédi Kouni
- 2006-2007 : Mahmoud Ouertani, Mabrouk Fehmi puis Mounir Mejri
- 2007-2008 : Fethi Hannachi, Mabrouk Fehmi puis Ali Sraïeb (sixième accession en Ligue II)
- 2008-2009 : Belhassen Meriah, Hédi Kouni puis Ali Ben Néji
- 2009-2010 : Sami Gafsi, Mabrouk Fehmi puis Mokhtar Trabelsi
- 2010-2017 : Mokhtar Trabelsi (septième accession en Ligue II)
- 2017-2018 : Mustapha Dhaouadi
- 2018-2019 : Haythem Mezzi
- 2019-? : Hatem Gatoufi
- ?- : Yemen Bejaoui